# Hebeclinium macrophyllum
Hebeclinium macrophyllum é uma espécie de planta do gênero Hebeclinium.